# Isla Uaymil
Isla Uaymil se encuentra situada en el litoral del estado de Campeche de México, aproximadamente a 2,5 km de la costa y 25 km al norte de la Isla de Jaina. Es una pequeña isla que contiene un sitio arqueológico de la cultura maya reportado por primera vez en la literatura por Edwin Shook y Tatiana Proskouriakoff a raíz de la visita que hicieron a la isla en 1955.
Ocho estructuras están distribuidas en torno de una plaza situada ligeramente al este del centro del sitio en donde se encontraron los vestigios de un altar. De hecho se pueden observar las rodillas de un personaje y dos bloques que presentan glifos sumamente erosionados. El arreglo espacial del sitio consiste en una plaza alargada rodeada de estructuras principales, rectangulares y bajas, situadas en el costado de la isla.
Las investigaciones realizadas en Uaymil han revelado los vestigios de una arquitectura típica del estilo Puuc, característica de los centros ceremoniales de la región de Uxmal. Se han cartografiado edificios rectangulares con al menos dos filas de columnas cuyo tipo ha sido asociado a las existentes en la isla Cerritos y en Chichén Itzá. Se afirma que el sitio de Uayamil, en su origen, estuvo vinculado tanto a Uxmal como a Chichén Itzá.
Por el nombre Uaymil, no debe confundirse la denominación de esta isla con el cacicazgo maya del mismo nombre, que estuvo situado, a la llegada de los conquistadores de Yucatán, hacia la primera parte del siglo XVI, en lo que actualmente es el estado de Quintana Roo, también en México.